# Aleksander Kiryluk

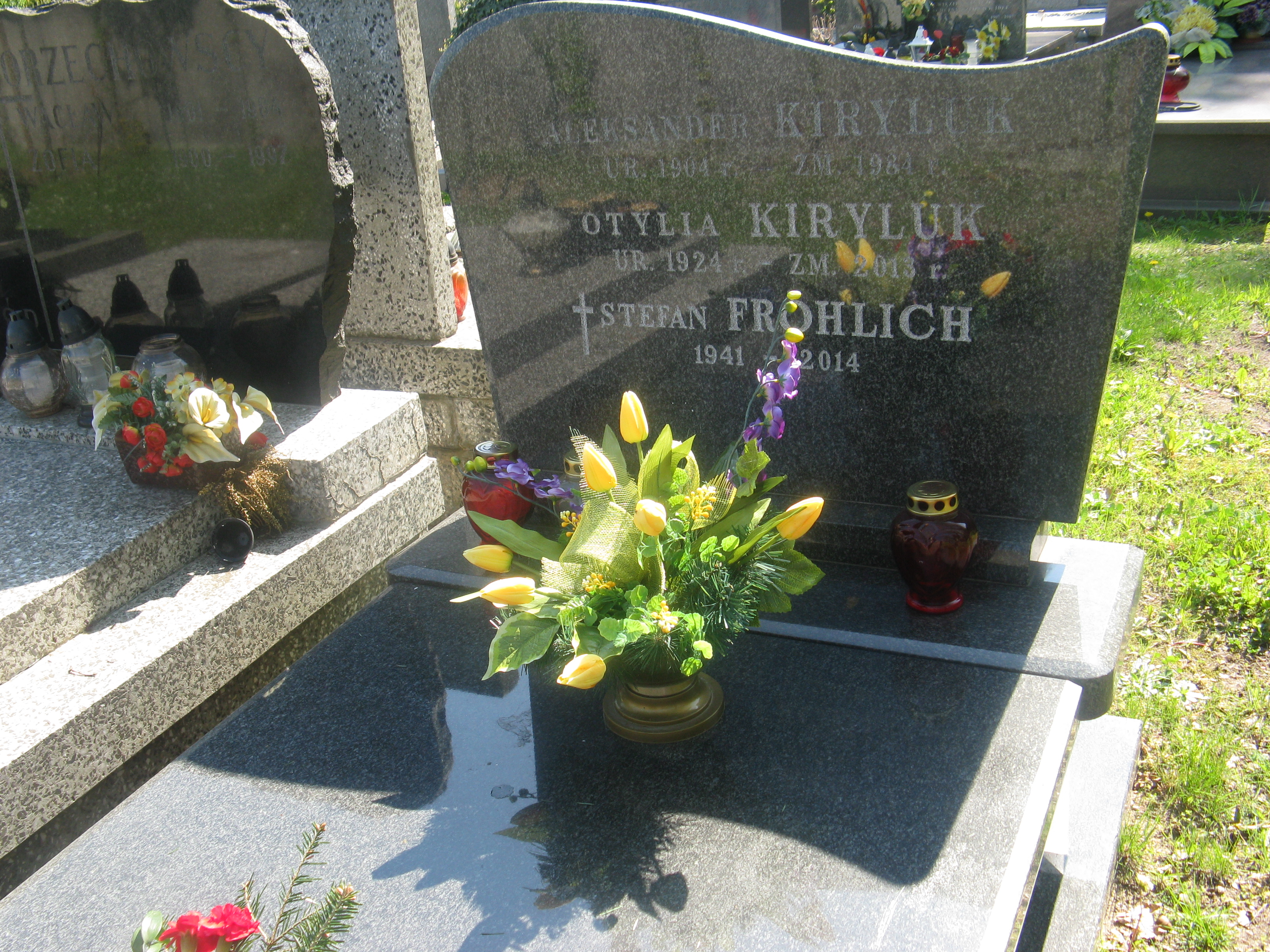
Grób Aleksandra Kiryluka na Cmentarzu Wojskowym na Powązkach

Aleksander Kiryluk pseud. Grom, Jerzyk, Wacek, Jury, Piwnicki (ur. 15 lipca 1904 w Stołpnie), zm. 17 października 1984 w Warszawie) – działacz komunistyczny, major MO.

## Życiorys
Syn działacza komunistycznego Emila, brat Józefa, Stanisława, Władysława i Karoliny, również działaczy komunistycznych. Skończył 5 klas szkoły podstawowej, potem był robotnikiem rolnym, od 1923 w Bedlnie. W 1923 wstąpił do Związku Młodzieży Komunistycznej (ZMK). 1926–1928 odbywał służbę wojskową w 35 pułku piechoty w Brześciu i w 9 batalionie KOP w Klecku k. Nieświeża. Po powrocie z wojska wstąpił do KPP. W czerwcu 1930 aresztowany pod zarzutem udziału w zabójstwie prokuratora D. Siedlarza, 22 października 1930 uniewinniony. Był funkcjonariuszem KPP w okręgu Siedlce i członkiem egzekutywy Komitetu Okręgowego (KO) KPP. W 1932 był w ZSRR, po powrocie został funkcjonariuszem Wydziału Rolnego KO KPP w Siedlcach. 27 sierpnia 1933 aresztowany i skazany na 3 lata więzienia i pozbawienie praw obywatelskich na 1,5 roku. Był starostą komuny więziennej we Wronkach. W 1936 zwolniony, nadal prowadził działalność komunistyczną. W 1937 aresztowany na 10 tygodni. Potem był pomocnikiem murarskim w Warszawie. Jesienią 1939 przeniósł się z Warszawy do Lwowa zajętego przez Armię Czerwoną, później został górnikiem w Donbasie. W 1940 wrócił do Lwowa, a w styczniu 1941 wrócił do Warszawy. Od 1943 w PPR i GL, od marca 1944 w oddziale partyzanckim AL w Lasach Parczewskich. Po wojnie został instruktorem Komitetu Wojewódzkiego (KW) PPR w Lublinie, potem wstąpił do MO i został komendantem komisariatu na Targówku. Następnie był zastępcą komendanta wojewódzkiego MO we Wrocławiu i Bydgoszczy i zastępcą komendanta wojewódzkiego MO ds. ORMO w Rzeszowie i Warszawie. W MO uzyskał stopień majora. W listopadzie 1953 otrzymał III grupę inwalidzką i został zwolniony z MO. Później był kierownikiem działu listów i potem działu interwencji w redakcji „Robotnika Rolnego”. Od 1959 na rencie dla zasłużonych. Był odznaczony m.in. Krzyżem Komandorskim Orderu Odrodzenia Polski. Pochowany na wojskowych Powązkach (kwatera DII4-6-7).